# Анхоманес
Анхоманес (лат. Anchomanes) — род многолетних травянистых клубневых растений семейства Ароидные (Araceae).

## Ботаническое описание

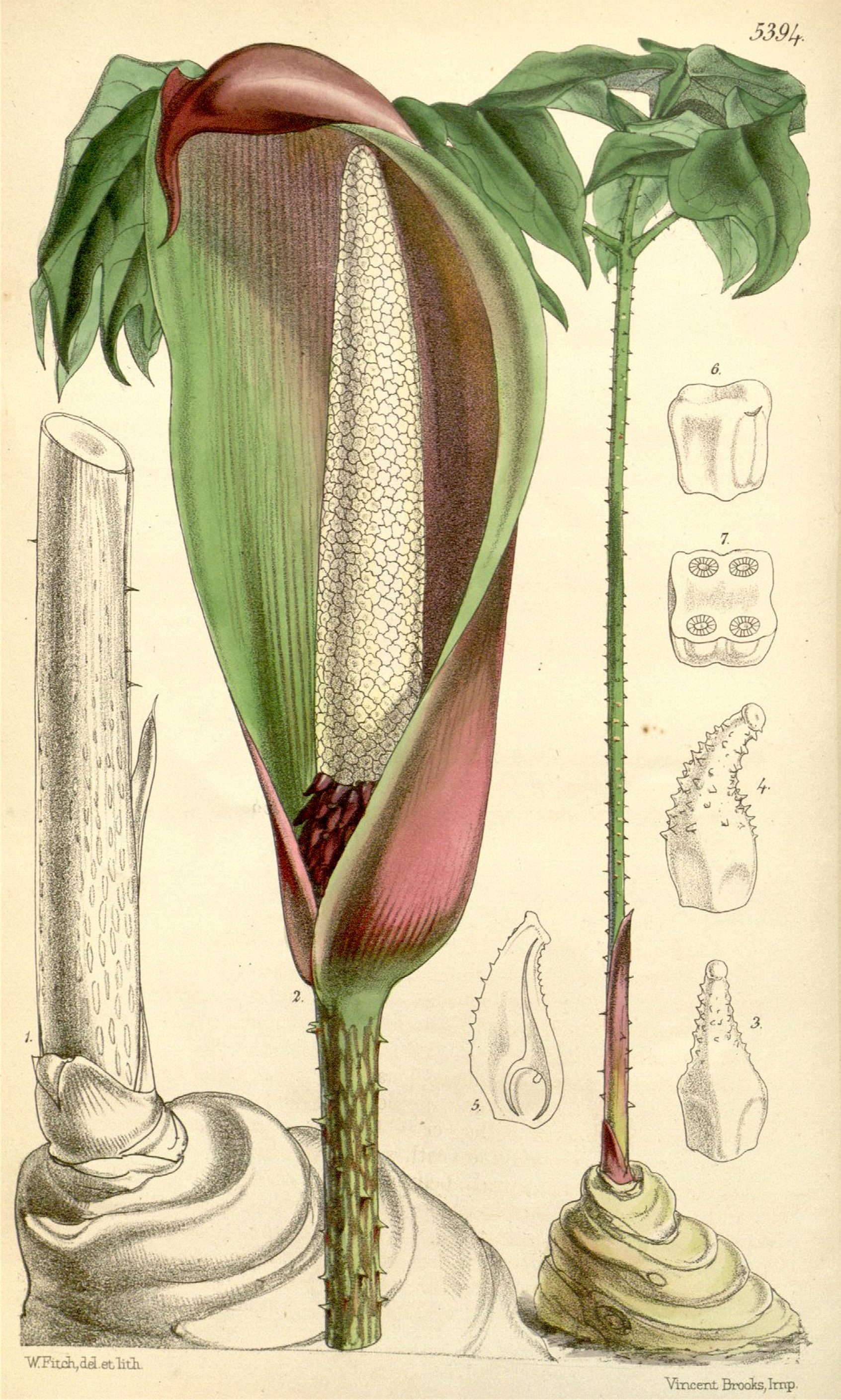
Анхоманес разнолистный (Anchomanes difformis), W. Fitch в «Curtis's Botanical Magazine», том 89, 1863 год

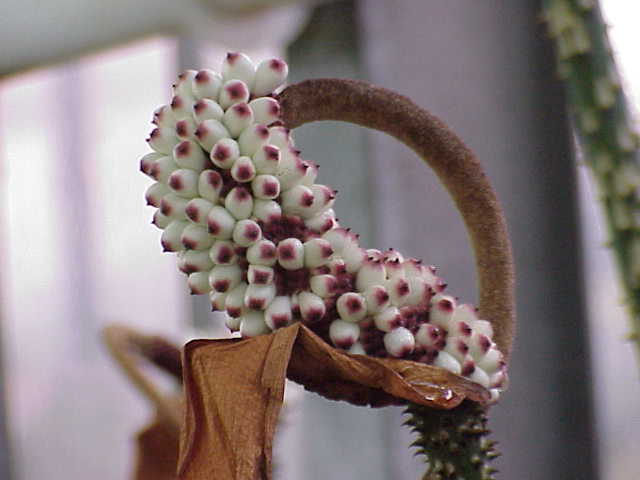
Соплодие Анхоманес гигантский|Анхоманеса гигантского (Anchomanes giganteus)

Многолетние клубневые травы с периодом покоя, очень часто крепкие.
Клубень от маленького до гигантского, вертикальный или массивное корневище с многочисленными корнями.

### Листья
Лист единичный, часто гигантский. Черешок очень длинный, цилиндрический, с шипами, изредка гладкий, с очень коротким влагалищем.
Листовая пластинка стреловидная у молодого листа, трёхраздельная из трёх равных листочков — у взрослого; каждый листочек делится дихотомично или перисто, вторичные листочки нерегулярно перистораздельные на доли очень различные по размеру и форме, более удалённые от центра большие, трапецеидальные, на вершине более широкие, усечённые или мелкорасщеплённые, от нисходящих до сидячих, нижние листочки овальные или заострённые. Первичные боковые жилки окончательных листочков перистые, длиннодугообразные, в основном доходят до края, иногда формируют нерегулярную общую кравую жилку; жилки более высокого порядка создают сетчатый узор.

### Соцветия и цветки
Соцветие единичное, обычно появляется раньше листа. Цветоножка с шипами, изредка гладкая, короче черешка. Покрывало вертикальное, от широкоовального до узко-продолговато-ланцетовидного или продолговато-овального, овального, свёрнутое только у основания или несвёрнутое совсем, вершина иногда загибается внутрь покрывала, опадающее.
Початок намного короче или почти равен покрывалу, цилиндрический; женская зона почти равна мужской зоне или короче её, мужская зона следует за женская зоной, на верхушке стерильная.
Цветки однополые, околоцветник отсутствует. Мужской цветок: пыльники сидячие, сжатые; связник снизу тонкий, на верхушке утолщённый и расширенный; теки овально-продолговатые, располагаются друг против друга, лопаются верхушечным разрезом. Пыльца в поллиниях, от эллипсоидных до эллипсоидно-продолговатых, больших (более 64 мкм); экзина очень тонкая. Женский цветок: завязь одногнёздная, с одной семяпочкой, прямая, анатропная; фуникулус  очень короткий; плацента базальная; столбик короткоконический или отсутствующий; иногда сильно отогнут к основанию початка; рыльце или двухлопастное и от почкообразного до V-образного, или дискообразное, или сжато-шаровидное.

### Плоды
Плоды — большие, продолговато-эллипсоидные, мясистые ягоды, собранные в цилиндрический початок, красные, фиолетовые или частично белые.
Семена от обратнояйцевидных до продолговато-яйцевидных; теста очень тонкая, гладкая, прозрачная; зародыш большой, зелёный; эндосперм отсутствует.

## Распространение
Встречается в тропической Африке (Бенин, Буркина-Фасо, Гамбия, Гана, Гвинея, Гвинея-Бисау, Кабо-Верде, Кот-д’Ивуар, Либерия, Нигерия, Сенегал, Сьерра-Леоне, Того, Бурунди, ЦАР, Камерун, Республика Конго, Экваториальная Гвинея, Габон, Демократическая Республика Конго, Чад, Судан, Танзания, Уганда, Ангола, Замбия, Зимбабве).
Растёт в тропических влажных лесах, саваннах, вблизи болот; в опавших листьях между скал или среди лесной подстилки.

## Виды
По информации базы данных The Plant List, род включает 6 видов:
- Anchomanes abbreviatus Engl.
- Anchomanes boehmii Engl.
- Anchomanes dalzielii N.E.Br.
- Anchomanes difformis (Blume) Engl. — Анхоманес разнолистный, или Анхоманес Вельвича
- Anchomanes giganteus Engl. — Анхоманес гигантский
- Anchomanes nigritianus Rendle